# 观么镇
观么镇，是中华人民共和国贵州省黔东南苗族侗族自治州剑河县下辖的一个乡镇级行政单位。
2016年1月14日，贵州省人民政府批复同意剑河县部分乡镇行政区划调整，撤销观么乡建制，设置观么镇，辖原观么乡除南包村、九秀村外的行政区域，撤乡设镇后政府驻地不变。

## 行政区划
观么镇下辖以下地区：
观么村、巫包村、苗岭村、平岭村、平夏村、白胆村、民村、翻滚村、老屯村、牙么村、新合村和新民村。

## 中国传统村落
2013年8月，巫包村被评为第二批中国传统村落。